# Owen Wilson
Pour les articles homonymes, voir Wilson.
Owen Wilson est un acteur, producteur de cinéma et scénariste américain, né le 18 novembre 1968 à Dallas (Texas).
Il tourne régulièrement pour le réalisateur Wes Anderson pour lequel il a tourné huit films dont Bottle Rocket (1996), Rushmore (1998), La Famille Tenenbaum (2001), La Vie aquatique (2004) ou encore À bord du Darjeeling Limited (2007). 
Il fait partie du « Frat Pack » avec lesquels il tourne dans la trilogie Mon beau-père et moi (2000-2010), Zoolander (2001), Starsky et Hutch (2004), Serial noceurs (2005), la trilogie La Nuit au musée (2006-2014) ou encore Les Stagiaires (2013). Il a également tenu le rôle principal des films En territoire ennemi (2001), Marley et moi (2008) et Minuit à Paris (2011) de Woody Allen.
Il prête également sa voix à Lightning McQueen dans les œuvres Cars (2006-). Depuis 2021, il incarne l'agent Mobius dans la série Loki.
Ses frères Luke et Andrew Wilson sont aussi acteurs.

## Biographie

### Jeunesse
Owen Cunningham Wilson est né le 18 novembre 1968 à Dallas, dans une famille d'origine irlandaise. Il est le fils de la photographe américaine Laura Wilson (en). 
Adolescent tumultueux attiré par le métier de comédien, il tient toutefois à poursuivre ses études et obtient en 1988 un diplôme de lettres.
C'est au cours de ses études qu'il rencontre le futur réalisateur Wes Anderson, avec qui il sympathise et écrit un court-métrage. Présenté au Festival de Sundance, ce court-métrage séduit immédiatement la profession. James L. Brooks leur propose d'en faire un long-métrage, qui devient Bottle Rocket (1996). Wes Anderson est le réalisateur et scénariste du film, Owen Wilson, l'acteur principal et le coscénariste. Le tandem Anderson / Wilson travaille de nouveau ensemble sur les comédies Rushmore, La Famille Tenenbaum, La Vie aquatique et À bord du Darjeeling Limited.
Il multiplie ensuite les rôles dans des films américains à succès comme Anaconda, Armageddon, Hantise et En territoire ennemi, film dans lequel il tient le rôle principal.

### Carrière

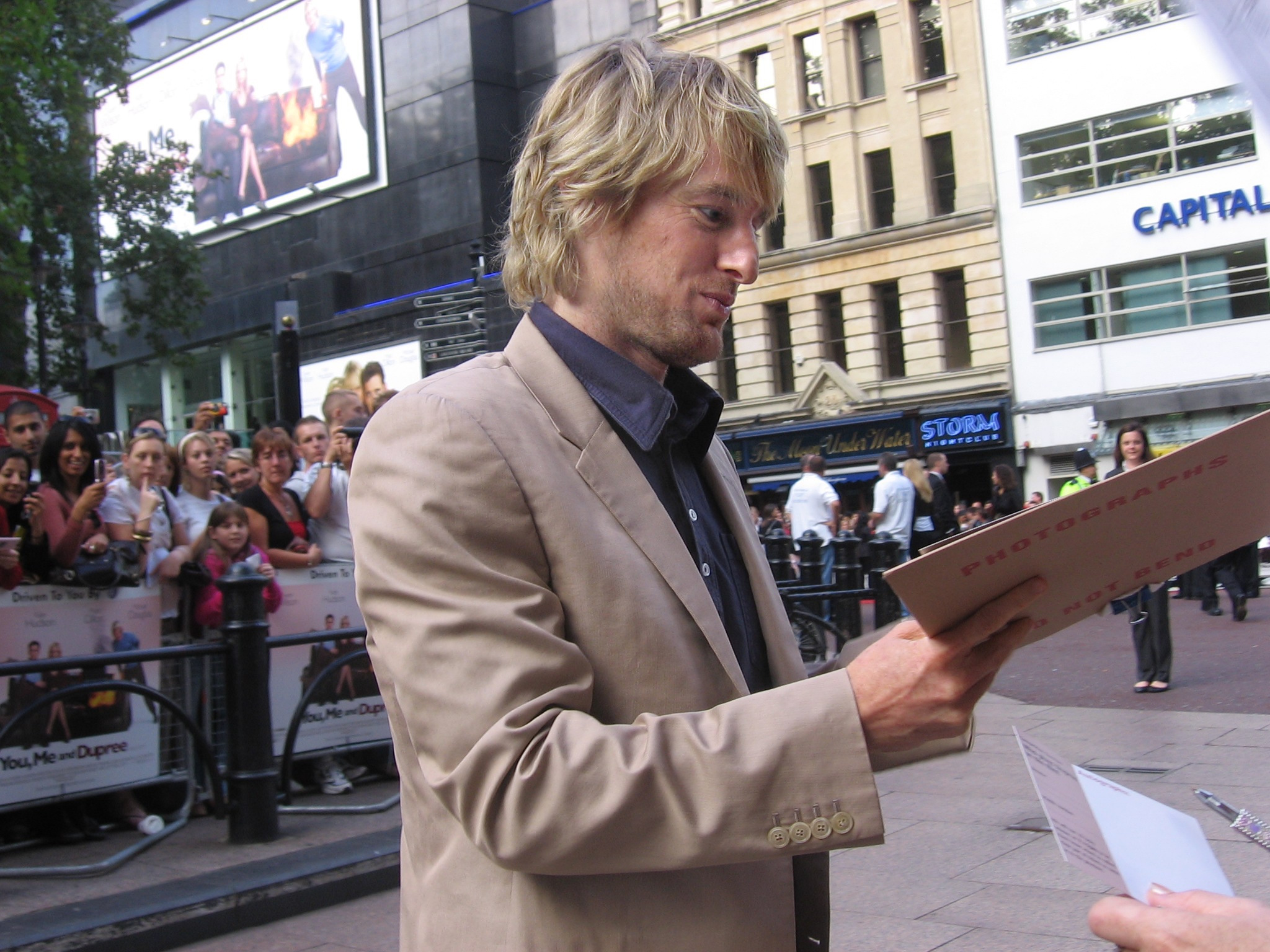
Owen Wilson à Londres en 2006.

C'est grâce à son ami Ben Stiller que sa carrière de comédien est réellement lancée. Ils travaillent ensemble sur des comédies à succès comme Disjoncté (1996), Mon beau-père et moi et ses suites, Zoolander et Starsky et Hutch, où le duo incarne les deux célèbres flics dans l'adaptation de la série télévisée. Il participe également aux films Shanghai Kid et sa suite, avec Jackie Chan, et Espion et demi, avec Eddie Murphy.
En 2005, il s'invite, avec son ami (Vince Vaughn), aux mariages d'inconnus pour faire les 400 coups dans Serial noceurs, qui est l'un de ses plus gros succès personnels, engrangeant près de 200 millions de dollars aux États-Unis.
En 2006, il prête sa voix au personnage de Lightning McQueen dans le film d'animation Cars, puis il devient le copain envahissant de Matt Dillon dans Toi et moi... et Dupree. Il devient la figurine vivante - la nuit - d'un cow-boy dans La Nuit au musée et sa suite, avec Ben Stiller, et le garde du corps maladroit dans Drillbit Taylor, garde du corps (2008). Owen Wilson appartient au cercle restreint des grands comiques américains.
Il est hospitalisé le 26 août 2007 au Cedars-Sinai Medical Center de Los Angeles. Aucun motif officiel n'a été donné concernant cette hospitalisation, cependant plusieurs rumeurs ont fait état d'une tentative de suicide. Dans un communiqué diffusé le 27 août par son agent sur le site TMZ.com consacré aux célébrités, Owen Wilson déclare : « Je demande respectueusement aux médias de me laisser recevoir des soins et guérir en privé pendant cette période difficile ».
Owen aurait dû jouer dans Tonnerre sous les tropiques avec Ben Stiller, Jack Black et Robert Downey Jr. mais à cause de son hospitalisation, il fut remplacé par Matthew McConaughey.
Une fois rétabli, il tourne Marley et moi, adaptation du best-seller de John Grogan (en), où il donne la réplique à Jennifer Aniston, suivi de la suite de La Nuit au musée, reprenant ainsi son personnage de Jedediah.
Dans la famille Wilson, les trois frères font du cinéma : Owen, Luke et Andrew. Ils sont tous les trois réunis devant la caméra de Wes Anderson dans Bottle Rocket et Rushmore.

### Parcours
Il fait partie du Frat Pack, regroupant les acteurs comiques hollywoodiens du moment, comme Ben Stiller, Will Ferrell, Vince Vaughn, Jack Black, Steve Carell et son frère Luke Wilson.
Il apparait également dans le clip du groupe The Killers, Christmas in L.A.

### Vie privée
Owen Wilson a fréquenté la chanteuse Sheryl Crow de 1998 à 2002, et l'actrice Kate Hudson de 2006 à 2007 et à nouveau pendant quelques mois en 2009.
En 2010, il a eu une relation avec Jade Duell avec qui il a un fils,. Ils se séparent en juin 2011. 
Il a un deuxième enfant avec une ancienne coach et un troisième avec une autre compagne,. 

## Filmographie

### Cinéma

#### Films

##### Années 1990
- 1994 : Bottle Rocket de Wes Anderson : Dignan (court-métrage)
- 1996 : Bottle Rocket (autre titre français : Tête brûlée) de Wes Anderson : Dignan
- 1996 : Disjoncté (The Cable Guy) de Ben Stiller : le petit ami de Robin
- 1997 : Anaconda, le prédateur (Anaconda) de Luis Llosa : Gary Dixon
- 1998 : Armageddon de Michael Bay : Oscar Choi, géologue
- 1998 : Permanent Midnight de David Veloz : Nicky
- 1998 : Rushmore de Wes Anderson : Edward Applebee (caméo)
- 1999 : The Minus Man d'Hampton Fancher : Vann Siegert
- 1999 : Breakfast of Champions d'Alan Rudolph : Monte Rapid
- 1999 : Hantise (The Haunting) de Jan de Bont : Luke Sanderson

##### Années 2000
- 2000 : Shanghai Kid (Shanghai Noon) de Tom Dey : Roy O'Bannon
- 2000 : Mon beau-père et moi (Meet the Parents) de Jay Roach : Kevin Rawley
- 2001 : Zoolander de Ben Stiller : Hansel McDonald / Leonard Mortimer Weitzman
- 2001 : La Famille Tenenbaum (The Royal Tenenbaums) de Wes Anderson : Eli Cash
- 2001 : En territoire ennemi (Behind Enemy Lines) de John Moore : Lt. Chris Burnett
- 2002 : Espion et demi (I Spy) de Betty Thomas : Alex Scott
- 2003 : Shanghai Kid 2 (Shanghai Knights) de David Dobkin : Roy O'Bannon
- 2003 : Yeah Right! de Ty Evans et Spike Jonze : lui-même (caméo)
- 2004 : La Grande Arnaque (The Big Bounce) de George Armitage : Jack Ryan
- 2004 : Starsky et Hutch (Starsky & Hutch) de Todd Phillips : Ken « Hutch » Hutchinson
- 2004 : Le Tour du monde en 80 jours (Around the World in 80 Days) de Frank Coraci : Wilbur Wright
- 2004 : Mon beau-père, mes parents et moi (Meet the Fockers) de Jay Roach : Kevin Rawley
- 2004 : La Vie aquatique (The Life Aquatic with Steve Zissou) de Wes Anderson : Ned Plimpton
- 2004 : Interdit d'aimer : Sam   (Court-métrage)
- 2005 : The Wendell Baker Story d'Andrew et Luke Wilson : Neil King
- 2005 : Serial noceurs (Wedding Crashers) de David Dobkin : John Beckwith
- 2006 : Toi et moi... et Dupree (You, Me and Dupree) d'Anthony et Joe Russo : Randy Dupree
- 2006 : La Nuit au musée (Night at the Museum) de Shawn Levy : Jedediah (non crédité)
- 2007 : À bord du Darjeeling Limited (The Darjeeling Limited) de Wes Anderson : Francis L. Whitman
- 2008 : Drillbit Taylor, garde du corps (Drillbit Taylor) de Steven Brill : Drillbit Taylor
- 2008 : Marley et moi (Marley and Me) de David Frankel : John Grogan
- 2009 : La Nuit au musée 2 (Night at the Museum : Battle of the Smithsonian) de Shawn Levy : Jedediah

##### Années 2010
- 2010 : Community de Joe Russo : le chef d'un autre groupe d'étude(série télévisée - saison 1, épisode 13 : Investigative Journalism - non crédité)
- 2010 : Mon beau-père et nous (Little Fockers) de Paul Weitz : Kevin Rawley
- 2010 : Comment savoir (How Do You Know) de James L. Brooks : Matty
- 2011 : Bon à tirer (B.A.T.) (Hall Pass) de Bobby et Peter Farrelly : Rick
- 2011 : Minuit à Paris (Midnight in Paris) de Woody Allen : Gil
- 2011 : The Big Year de David Frankel : Kenny Bostick
- 2013 : Les Stagiaires (The Internship) de Shawn Levy : Nick Campbell
- 2013 : Amis pour la vie (Are You Here) de Matthew Weiner : Steve Dallas
- 2014 : The Grand Budapest Hotel de Wes Anderson : M. Chuck
- 2014 : La Nuit au musée 3 : Le Secret des Pharaons (Night at the Museum: Secret of the Tomb) de Shawn Levy : Jedediah
- 2015 : Broadway Therapy  (She's Funny That Way) de Peter Bogdanovich : Arnold Albertson
- 2015 : Inherent Vice de Paul Thomas Anderson : Coy Harlingen
- 2015 : No Escape de John Erick Dowdle : Jack
- 2016 : Zoolander 2 de Ben Stiller : Hansel McDonald
- 2016 : Les Cerveaux (Masterminds) de Jared Hess : Steve Chambers
- 2017 : Wonder de Stephen Chbosky : Nate Pullman
- 2017 : Father Figures de Lawrence Sher : Kyle Reynolds

##### Années 2020
- 2021 : The French Dispatch de Wes Anderson : Herbsaint Sazerac
- 2021 : État d'esprit (Bliss) de Mike Cahill : Greg Wittle
- 2022 : Marry Me de Kat Coiro : Charlie Gilbert
- 2022 : Base secrète (Secret Headquarters) de Henry Joost et Ariel Schulman : Jack
- 2023 : Ant-Man et la Guêpe : Quantumania (Ant-Man and the Wasp: Quantumania) de Peyton Reed : Agent Mobius (caméo, scène post-générique)
- 2023 : Le Manoir hanté de Justin Simien : Kent
- 2023 : Paint de Brit McAdams : Carl Nargle

#### Films d'animation
- 1999 : Heat Vision and Jack de Ben Stiller : Voice Of Heat Vision / Doug (téléfilm d'animation - voix originale)
- 2001 : Les Rois du Texas (King of the Hill) d'Adam Kuhlman : Rhett Van Der Graaf  (série télévisée d'animation - voix originale, saison 5, épisode 15 : Luanne Virgin 2.0)
- 2006 : Cars de John Lasseter : Flash McQueen (voix originale)
- 2006 : Martin et la Lumière fantôme de John Lasseter et Dan Scanlon : Flash McQueen (vidéo - voix originale)
- 2010 : Fantastic Mr. Fox de Wes Anderson : Coach Skip (voix originale)
- 2010 : Marmaduke de Tom Dey : Marmaduke (voix originale)
- 2011 : Cars 2 de John Lasseter et Brad Lewis : Flash McQueen (voix originale)
- 2013 : Drôles de dindes de Jimmy Hayward : Reggie (voix originale)
- 2017 : Cars 3 de Brian Fee : Flash McQueen (voix originale)

### Comme producteur
- 1997 : Pour le pire et pour le meilleur (As Good as It Gets) de James L. Brooks
- 1998 : Rushmore (Rushmore) de Wes Anderson
- 2001 : La Famille Tenenbaum (The Royal Tenenbaums) de Wes Anderson
- 2006 : Toi et moi... et Dupree (You, Me and Dupree) d'Anthony et Joe Russo
- 2009 : L'An 1 : Des débuts difficiles (Year One) d'Harold Ramis

### Comme scénariste
- 1996 : Bottle Rocket de Wes Anderson
- 1998 : Rushmore (Rushmore) de Wes Anderson
- 2001 : La Famille Tenenbaum (The Royal Tenenbaums) de Wes Anderson

### Télévision
- 2009 : Community (Saison 1, épisode 13) : Le chef du groupe cool
- 2021-2023 : Loki : Agent Mobius / Don
- Depuis 2025 : Stick (en) : Pryce Cahill

### Publicité
- 2018 : il participe à la campagne publicitaire de la marque Oreo[7].

## Distinctions

### Récompenses
- Lone Star Film & Television Awards 1999 : meilleur scénario pour Rushmore
- MTV Movie Awards 2006 : meilleure équipe (avec Vince Vaughn) pour Serial noceurs

### Nominations
- Oscars 2002 : meilleur scénario original pour La Famille Tenenbaum
- BAFTA 2002. : meilleur scénario original pour La Famille Tenenbaum
- Golden Globe du meilleur acteur dans un film musical ou une comédie 2012 pour Minuit à Paris

## Voix francophones
Entre le film Bottle Rocket sorti en 1996 et le film À bord du Darjeeling Limited  sorti en 2007, Owen Wilson est notamment doublé en version française par Éric Legrand (décédé en mai 2025,,). Durant cette période, il le double dans Shanghai Kid , La Famille Tenenbaum, Shanghai Kid 2, Starsky et Hutch, Le Tour du monde en quatre-vingts jours et La Vie aquatique. Par la suite, il le double uniquement de manière occasionnelle : en 2014 dans The Grand Budapest Hotel ainsi qu'à trois reprises en 2021, dans État d'esprit, Loki et The French Dispatch. Il le double aussi à l'occasion d'un caméo dans Ant-Man et la Guêpe : Quantumania en 2023.
Le doublant à quatre reprises entre 2000 et 2007, Lionel Tua devient par la suite, la voix régulière d'Owen Wilson. Il le double dans les trilogies Mon beau-père et La Nuit au musée, les films En territoire ennemi, Marley et Moi, Inherent Vice, Bon à tirer (B.A.T.), Les Stagiaires, Broadway Therapy, No Escape, Les Cerveaux et Wonder.
Parmi ses autres voix, Arnaud Bedouët le double notamment à quatre reprises dans Espion et demi, Minuit à Paris, Marry Me et Le Manoir hanté. Il est également doublé à deux reprises chacun par Axel Kiener dans Toi et moi... et Dupree et Drillbit Taylor, garde du corps, Ludovic Baugin dans Zoolander et sa suite ainsi que par Philippe Allard dans Amis pour la vie et Paint (en).
Enfin, il est doublé à titre exceptionnel par Emmanuel Jacomy dans Disjoncté, Emmanuel Karsen dans Anaconda, le prédateur, Yann Pichon dans Permanent Midnight, Pascal Germain dans Armageddon, Alexandre Gillet dans Hantise, David Krüger dans La Grande Arnaque, Éric Metayer dans Serial noceurs, Fabrice Josso dans Comment savoir et Bruno Mullenaerts dans Drôles d'oiseaux.
En version québécoise, Luis de Cespedes (+2013) et Antoine Durand sont les voix québécoises régulières. Luis de Cespedes le double dans Armageddon, Le Cowboy de Shanghai, Zoolander, Les chevaliers de Shanghai, Starsky Hutch, Le Tour du Monde et les deux premiers volets de La belle famille.
Quant à Antoine Durand, il double Owen Wilson dans Derrière les lignes ennemies en 2001, puis devient la seule voix régulière à partir de 2005 : Garçons sans honneur, la trilogie Une nuit au musée, Drillbit Taylor, Marley et moi, Comment savoir, La petite famille, Le stage, Tout finit par se savoir, Vice caché, Les Grands Génies ou encore Marie-moi.
Il est également doublé par Michel M. Lapointe dans  Anaconda, le prédateur et Jerry Stahl : l'incorrigible ainsi que par Benoit Rousseau dans Le Gars du câble et François Godin dans Toi, moi et Dupree.